# 1997年のテレビ (日本)
1997年のテレビ（1997ねんのテレビ）では、1997年（平成9年）の日本におけるテレビジョン放送全般の動向についてまとめる。

## 番組関係のできごと

### 1月
- 2日 - 関西テレビ制作、フジテレビ系で花王一社提供である『花王名人劇場』→『花王ファミリースペシャル』（1979年10月 - 1996年9月）内で1980年6月から放送されていた芦屋雁之助主演による人情コメディドラマ『裸の大将放浪記』→『裸の大将』が最終回を迎え、17年にわたる物語が完結した。
- 5日 - NHK大河ドラマ『毛利元就』が放送開始（ - 12月14日）。

### 2月
- 8日 - テレビ朝日系で放送されたアニメ『美少女戦士セーラームーン』シリーズが終了。1992年から5年間の幕を閉じる。
- 19日 -  中国の元最高指導者鄧小平が死去したことにより、NHK総合および民放各局で報道特別番組を編成。

### 3月
- 1日 - NHK総合で、笑福亭鶴瓶出演のロケ番組『鶴瓶の家族に乾杯』放送開始（2025年現在も継続中）。
- 10日 - NHK教育の学校放送で1974年4月から放送されていた音楽番組『ふえはうたう』がこの日をもって放送終了。23年の歴史に幕。
- 19日 - フジテレビ系で放送されていた旭化成グループ単独提供の紀行バラエティ番組『メトロポリタンジャーニー』が終了。同局の開局（1959年）と同時に放送が開始された『スター千一夜』（ - 1981年9月）と、その後に始まり前年3月に終了した『なるほど!ザ・ワールド』そして本番組と38年にわたり続いた旭化成一社提供番組が消滅。
- 23日
  - フジテレビ系で放送されていた『世界名作劇場』の地上波最終作『家なき子レミ』が終了。1975年1月から始まった『フランダースの犬』から数えて全23作、22年3か月の歴史に幕。後に、2007年に『レ・ミゼラブル 少女コゼット』としてBSフジで復活放送するまで、約10年間途絶えることとなった。
  - 関西テレビ制作・フジテレビ系で放送されていた『カジノザウルス』が終了。これにより『三枝の爆笑美女対談』から続いた金鳥一社提供枠が消滅。
- 27日
  - フジテレビ系で1988年に放送開始し、以後2度の中断をはさみ9年半続いた『とんねるずのみなさんのおかげです』が終了。
  - 日本テレビ系『金曜ロードショー』解説者の水野晴郎がこの日を最後に降板。翌週4月4日放送分からナビゲーターに坂上みきを起用。同時にオープニングとエンディングも夕日、海、ヨットハーバーの演出も終了し、宮崎駿監督が率いる、スタジオジブリ制作のアニメーション演出に移行し番組をリニューアルした。
- 29日 - NHK教育のアニメ『YAT安心!宇宙旅行』第25話で光過敏性てんかん（てんかん）発症者が多数発生[1]。
- 30日 - フジテレビ系の夕方ニュース番組『FNNスーパータイム』がこの日最終回、12年の歴史に幕。
- 31日
  - 日本テレビ系平日の深夜音楽番組『新譜堂』が放送開始（ - 1998年12月）。
  - TBS系の平日午後の情報番組枠を改正。正午枠には『ちょっと言わせて』、14時台には『わいわいティータイム』をそれぞれ開始。しかし視聴率低迷のためいずれも半年（ - 9月26日）で終了。
  - フジテレビ系の情報・報道番組が大幅改正。
    - まず早朝の『めざまし天気』はフリーアナウンサーの西野七海（月から水曜日）、濱田典子（木から金曜日）がそれぞれ登板。土曜に『めざましテレビ』の土曜版『めざましテレビ週末号』をスタート（ - 1998年3月）。これに伴い平日版で司会を務めた八木亜希子（同局アナウンサー、当時）が土曜も担当する為、平日版は水 - 金曜の担当となり、月・火曜は平日版のレポーターを務めた小島奈津子（同）が担当。『FNNスピーク』は土曜日を寿退社した平松あゆみに代わって平日担当の木幡美子（同）が異動という形で登板し、木幡の抜けた平日は近藤サト（同）が登板した。『ビックトゥデイ』は5分時間を短縮し新アシスタントとして高木広子（同）が登板。そして今回の改善の目玉、18時枠の新ニュース番組として『FNNニュース555 ザ・ヒューマン』を放送開始（ - 1998年3月）。キャスターは平日を笠井信輔（同局アナウンサー）と報道部記者の笹栗実根が、休日を川端健嗣（同）と木幡がそれぞれ担当。『報道2001』は司会が露木茂（同局役員待遇メディア事業本部専任局長、当時）と入社1年目の佐々木恭子（同局アナウンサー）が担当。
    - 正午のバラエティー番組・『森田一義アワー 笑っていいとも!』の4月からの新レギュラーに鈴木紗理奈（月曜日）、ココリコ（火曜日）、つぶやきシロー（水曜日）、千秋（金曜日）がそれぞれ加入。またいいとも青年隊にWith T（小笠原秀春、岸田健作）が加入。
    - ミニ番組『ふうふうごはん』が15時55分に放送時間変更。

  - テレビ朝日およびANN系列の平日17時枠から18時枠までに超大型ワイド情報・ニュース番組『スーパーJチャンネル』を放送開始（2025年現在も継続中）。初代キャスターは俳優の石田純一（月〜木曜）と、タレントの田代まさし（金曜）。また同番組開始に伴い、金曜17時枠後半の『スーパー戦隊シリーズ』（当時は『電磁戦隊メガレンジャー』）は日曜7時30分枠へ移動し、以後日曜朝の定番となる（2025年2月からは『ナンバーワン戦隊ゴジュウジャー』）。

### 4月
- 3月31日-4月6日 - フジテレビが港区台場に本社屋を移転したのに伴い、記念特別番組『ザッツお台場エンターテイメント!』を7夜連続で生放送。
- 1日
  - NHK、新年度編成を開始。
  - NHK総合テレビが24時間終夜放送を開始[2]。
  - テレビ東京系でアニメ『ポケットモンスター』放送開始。以後続編も制作され、2025年現在も続くシリーズとなる。
- 4日 - TBS系の生放送バラエティ番組『スクラッチ!』が放送開始。しかし、視聴率低迷のため半年（ - 9月26日）で終了。
- 5日 - テレビ朝日系にて、土曜朝に情報番組『ラ・ラ☆Kiss』、昼枠に情報バラエティ番組『陽気にカプチーノ』をそれぞれ開始。しかし、いずれも視聴率低迷により半年（ - 9月27日）で終了。
- 6日
  - フジテレビ系日曜22時枠にて、とんねるずMCのスポーツニュース番組『Grade-A』（関西テレビと共同制作）が放送開始（ - 9月21日）。その間『プロ野球ニュース』は月〜土曜のみの放送となり、空いた日曜23時45分枠には、3月まで水曜22時枠で放送していた『タモリの超ボキャブラ天国』を移動、谷村新司とヒロミの司会で『新ボキャブラ天国』としてリスタート（10月より火曜20時台に移行し『黄金ボキャブラ天国』と改題）。また水曜22時枠はこれまで同様タモリ司会で『タモリの新・哲学大王!』がスタート（10月より『タモリのネタでNIGHTフィーバー!』に変更）。
  - テレビ朝日にて、日曜昼に教養番組『ゼウスの休日』が開始。しかし、視聴率低迷により半年（9月28日まで）で終了。
- 7日 - NHK、前期連続テレビ小説『あぐり』（主演：田中美里）放送開始（4月7日 - 10月4日）。
- 10日 - テレビ朝日系の長寿音楽番組『題名のない音楽会』で1964年（昭和39年）8月の番組開始[注 1]から司会を務めていた作曲家の黛敏郎がこの日死去（享年68）。なお、黛の死去にともない『題名』の司会はしばらく放送作家・タレントの永六輔が後任で務めていたが、10月5日から俳優の武田鉄矢と野村華苗（同局アナウンサー、当時）の司会で『新・題名のない音楽会』としてリニューアルした。
- 17日 - よみうりテレビ・日本テレビ系で関口宏と三宅裕司の司会による料理バラエティ番組『どっちの料理ショー』が放送開始（末期は『新どっちの料理ショー』のタイトルで放送し、2006年9月14日まで続く）。
- 23日 - 前年の12月17日に発生した、ペルーの日本大使公邸人質事件で、同公邸にペルー警察が突入する模様を日本のテレビ各局が生中継で伝えた。

### 6月
- 26日 - フジテレビ系で『とんねるずのみなさんのおかげでした』を放送開始（ - 2018年3月）。
- 28日 - 神戸連続児童殺傷事件の容疑者（当時未成年）がこの日夜逮捕されたことにより、NHKや民放各局は終日同事件関連の報道一色となる。

### 7月
- 7日 - よみうりテレビ・日本テレビ系月曜22時枠で、渡辺淳一原作のテレビドラマ『失楽園』（主演：古谷一行・川島なお美）が放送開始（ - 9月22日）。
- 26日 - 台風9号が日本列島を直撃。
  - 26日 - 27日には、フジテレビ系で毎年恒例の『疾風怒涛!FNSの日スーパースペシャルXI 真夏の27時間ぶっ通しカーニバル〜REBORN』が放送されたが、台風の影響により、同番組内で中継予定だったプロ野球「中日対巨人」（ナゴヤドーム）が中止になるなど、一部企画の変更を余儀なくされた。
  - 26日に滋賀県琵琶湖で開催予定だった『第21回鳥人間コンテスト選手権大会』が大会史上初の全面中止となり、8月2日に、よみうりテレビ制作・日本テレビ系にて放送予定だった番組は同大会中止を受け、大会中止ドキュメントと、過去20回のダイジェストで構成した特別番組に変更して放送された。

### 8月
- 1日～10日 - 第6回世界陸上選手権大会が ギリシャ・アテネで開催。この大会より『世界陸上』の日本国内の放映権が前回（スウェーデン・イェテーボリ）まで4大会放送した日本テレビ系からTBS系に移行[3]。また同大会より中継番組メインキャスターに織田裕二（俳優・歌手）と中井美穂（フリーアナウンサー、元フジテレビアナウンサー）の両名が就任、以来2022年オレゴン大会まで13大会連続、25年に亘って世界陸上中継の顔となる[4]。
- 31日 - イギリスのダイアナ元皇太子妃が日本時間のこの日午後、フランス・パリで交通事故死したことにより、NHKや民放各局は関連ニュースを終日放送した。このうち、フジテレビ系では『北海道マラソン』中継（北海道文化放送制作）を一時中断して報道特番を放送。

### 9月
- 6日 - イギリスのダイアナ元皇太子妃の国民葬がこの日ウェストミンスター寺院で行われ、日本テレビとフジテレビがそれぞれ特別番組を編成、NHKも『NHKニュース7』を拡大して国民葬の模様を伝えた[5][6]。
- 9日 - TBS系で1982年（昭和57年）から放送された情報番組『そこが知りたい』がこの日で放送終了、15年の歴史に幕。
- 14日 - テレビ東京系のオーディションバラエティ『ASAYAN』でこの日放送された『シャ乱Q女性ロックヴォーカリストオーディション』の最終選考に残った中澤裕子・安倍なつみ・飯田圭織・石黒彩・福田明日香の5人によるグループ名が『モーニング娘。』に決まった。翌年1月にシングル『モーニングコーヒー』でメジャーデビューを果たし、脱退・新加入などでメンバーの変遷もありながら2025年現在もグループは存続[注 2]。
- 21日 - 日本テレビ系で1994年5月から放送開始したバラエティ番組『投稿!特ホウ王国』（1997年1月から『1億3000万人の投稿!特ホウ王国2』に改題）が、この日をもって放送終了。これにより、1973年4月から『日立ドキュメンタリー すばらしい世界旅行』で24年半にわたって一社提供をしていた日立グループとグループ参加企業一覧を流す「日立の樹」のCMが、翌10月からTBS系列のクイズ番組『日立 世界・ふしぎ発見!』に移動する。
- 23日 - フジテレビ系で1972年（昭和47年）4月4日から続いた単発特別番組枠『火曜ワイドスペシャル』（第2期）が、この日を以て木曜19:00 - 20:54に移動し、『強力!木スペ120分』に変更する形で終了。25年半の歴史に幕。
- 25日
  - 日本テレビ系で夜のスポーツニュース・ワイドショー・バラエティ番組『TVじゃん!!』が放送終了。これにより『どんまい!! VARIETYSHOW&SPORTS』以来続いた、3年半の歴史に幕。
  - テレビ朝日の深夜トーク番組『我蘭堂』が放送終了。
- 26日
  - 日本テレビ系の報道番組『NNNきょうの出来事』では、この日を以て金子茂キャスターが卒業。
  - 日本テレビ系の深夜枠では、情報番組・スポーツニュース番組『WIN』が1年半の歴史に、音楽番組『M-STAGE』が3年半の歴史にそれぞれ幕。
  - TBS系の報道・情報番組の終了・卒業・降板で相次いだ。
    - 『はなまるマーケット』ニュースコーナーでは、この日を以て柴田秀一キャスターが卒業。
    - 『JNNニュース1130』では、1992年（平成4年）4月の番組開始以来お天気キャスターを務めた森田正光（気象予報士）と、男性メインキャスターを務めた柴田秀一（TBSアナウンサー、当時）がそろって卒業。
    - 『JNNニュースの森』では、この日を以て男性メインキャスター杉尾秀哉が卒業。
    - 『筑紫哲也 NEWS23』では、1989年（平成元年）10月の番組開始以来続いた第2部の放送がこの日限りで終了。最後まで第2部をネットしなかったのは毎日放送のみであった。またこれに合わせ番組開始から筑紫をアシストした浜尾朱美、池田裕行両キャスターが卒業。足かけ8年に及ぶ出演だった。スポーツコーナーは香川恵美子が卒業。

  - フジテレビ系で昼前の情報番組『どうーなってるの?!』がこの日を以て中村江里子（フジテレビアナウンサー、当時）が降板。
  - テレビ朝日系で昼の報道番組『お昼のN天ワイド』が放送終了。3年の歴史に幕。
  - テレビ東京系の放送終了番組
    - 平日朝枠の報道番組『NEWSヘッドライン』が1年、同じくミニ番組が『Iネット』が9か月、同じく情報番組『情報レストラン』と夕方の気象番組『こちらお天気情報部』がそれぞれ1年半の歴史に幕。
    - 平日昼枠は報道番組『TXNニュースワイド11』が7年の歴史にそれぞれ幕。
- 27日
  - TBS系で情報ワイド・バラエティ番組『王様のブランチ』では、この日を以てレギュラー神田うの（タレント）と情報バラエティ番組『ランク王国』では、MC進藤晶子（TBSアナウンサー、当時）がそれぞれ番組卒業。
  - TBS系のスポーツバラエティ番組『筋肉番付』のスペシャル企画として『SASUKE』が放送開始（『筋肉番付』終了後の2002年より独立番組となり、2025年現在も継続中）。
  - テレビ朝日系土曜夜の情報番組『サタデージャングル』が2年で終了、10月からは日曜の『サンデージャングル』のみとなる。
  - 関西テレビで1975年（昭和50年）から放送が開始された横山ノック（後に、同局アナウンサー（当時）の桑原征平に交代）と上岡龍太郎の司会によるトークバラエティ番組『ノックは無用!』が放送終了、22年9か月の歴史に幕。最終回では、当時大阪府知事だったノックが特別ゲストとして出演した。
  - フジテレビ系で1991年（平成3年）10月から放送されたビートたけし司会の教養クイズ番組『平成教育委員会』がこの日をもってレギュラー放送を終了。以後、年3 - 4回の単発特番として継続。
- 28日
  - TBS系『スポーツ十番勝負』（1996年4月開始）が視聴率低迷のため1年半で終了。
  - フジテレビ系でこの日19時からの『ダウンタウンのごっつええ感じスペシャル』の放送予定を変更し、プロ野球『ヤクルト×阪神』（神宮球場）を生中継。ヤクルトが2年ぶりのセ・リーグ優勝を決定。
  - テレビ朝日系の『ステーションEYE』がこの日、週末版終了をもって完全終了、こちらも翌週から『ANNスーパーJチャンネル』に承継（2025年現在も継続中）。
  - テレビ東京系で夕方の報道番組『TXNニュース THIS EVENING』が放送終了。8年半の歴史に幕。
- 29日
  - 日本テレビ系の報道番組『NNNきょうの出来事』新キャスターに舟津宜史（日本テレビアナウンサー、当時）がこの日から担当。
  - 日本テレビ系夜のスポーツニュース・バラエティ・音楽番組『スポーツMAX』と『ZZZ』と『日刊!ひっと』が新番組に。深夜のモータースポーツ情報番組『U・S』とニュース番組『読売新聞は〜い朝刊』と『新譜堂』と『ポシュレワールド通販SHOW』が放送時間変更。
  - TBS系のバラエティ・情報・報道番組・再放送枠が大幅改正。『はなまるマーケット』ニュースコーナーは新メインキャスターに岡田泰典キャスターが登板。『JNNニュース1130』は新メインキャスターに池田裕行キャスターが登板。新お天気キャスターに杉江勇次も登板。新料理バラエティ番組『黄金のレシピ』がスタート（ - 1998年3月27日）。司会は前番組『ちょっと言わせて』から引き続きフリーアナウンサーの朝岡聡と女優のうつみ宮土理に加えて、新たにタレントのトミーズ雅が担当。新情報番組『情報!もぎたてサラダ』がスタート（1998年9月25日放送終了）。司会は女優の七瀬なつみと柴田秀一が担当。17時枠のドラマ再放送枠が月 - 金曜週5日制に戻る、『ニュースの森』は新メインキャスターに『JNNニュースコール』のメインキャスターを務めた報道局経済部記者の松原耕二が登板しタイトルロゴ、テーマ曲、スタジオを一新してスタート。『筑紫哲也 NEWS23』は1時間番組に短縮されタイトルロゴを変更しオープニングテーマを坂本龍一が作曲。新アシスタントは佐古忠彦アナウンサーと新たにNHKを退職した草野満代が登板。またスポーツコーナーを進藤晶子（TBSアナウンサー、当時）が担当。新若者向け情報生番組『ワンダフル』が新設し、放送開始（ - 2002年9月26日）。司会は東幹久（俳優）と原千晶（女優・タレント）、志賀大士（TBSアナウンサー、当時）が担当。
  - フジテレビ系では朝のアニメ番組『親子クラブ』と情報番組『BBCワールドニュース』と『めざまし天気』の放送時間を拡大、5時55分までの放送となる。『どうーなってるの?!』新アシスタントは深澤里奈（フジテレビアナウンサー、当時）が担当。夕方の料理番組『郁恵・井森のお料理BAN!BAN!』とミニ番組『ふうふうごはん』らが放送時間を変更。16時25分までの放送となる。『FNNニュース555 ザ・ヒューマン』スポーツコーナーは新キャスターに松岡修造（プロテニスプレーヤー、スポーツキャスター）が不定期出演で担当。
  - テレビ朝日系では正午枠のワイドショー『ワイド!スクランブル』の放送時間を短縮、13時5分までの放送となる（のちに11時25分→10時30分→10時25分と放送開始時間を変更）。同番組に内包していた料理番組『上沼恵美子のおしゃべりクッキング』（朝日放送制作）は1年半ぶりに単独番組化、13時5分 - 13時20分の放送となる。また13時55分 - 14時50分に放送していた黒柳徹子司会のトーク番組『徹子の部屋』はこの日の放送より20分短縮、13時20分 - 13時55分の放送となる（この体制は2014年3月31日まで継続）[注 3]。TVクリップは11時25分に。夢情報は13時55分に。午後の買物は13時57分に。再放送枠は『劇的空間』が（ - 2014年3月31日）放送開始。ANNニュースは14時55分に。サスペンス再放送枠は15時に放送時間変更。さらに深夜トーク番組『てゆーか!』が（ - 1998年3月27日）放送開始。
  - テレビ東京系の情報・報道番組・再放送枠が大幅改善。『モーニングテレショップ』は4時55分に。『芹澤信雄のゴルフ熱中塾2』再放送は5時25分に。『テレビショッピング』は5時55分に。『マーケットLIVE』は6時開始に。新報道番組『ニュースウェーブ615』（ - 1998年9月30日）。男性メインキャスターは梅津智史（同局アナウンサー、当時）と女性メインキャスターは矢玉みゆき（同）が担当。コメンテーターは岡田晃が担当。新情報番組『10時奥さまプラーザ』（ - 1998年9月25日）。司会はタレントの松尾貴史と八塩圭子（同局アナウンサー、当時）が担当。『株式ニュース』は11時30分開始に。新報道番組『ニュースウォッチ』（ - 2004年3月26日）。昼の番宣番組『TXN HOTテレビ』が放送開始。新報道番組『TXNニュースワイド 夕方いちばん』（1999年10月3日放送終了）。女性メインキャスターは宮田鈴子と男性メインキャスターは大岡優一郎（同局アナウンサー、当時）が担当。お天気キャスターは久保田麻三留が担当。週末版メインキャスターは『TXNニュース THIS EVENING』に引き続き福田秀和と槇徳子（同局アナウンサー、当時）が担当。

### 10月
- 1日
  - テレビ東京系で朝の子供向け情報生番組『おはスタ』が放送開始（2023年現在も放映中）。初代MCは山寺宏一（声優・俳優）が務めた[注 4]。
  - カナダ製作のCGアニメ『ビーストウォーズ 超生命体トランスフォーマー』がテレビ東京系で放送開始。
- 2日 - テレビ東京系アニメ『超魔神英雄伝ワタル』が放送開始。日本テレビで放映された『魔神英雄伝ワタル』及び『魔神英雄伝ワタル2』の続編作品[注 5]。これまで放映された日本テレビからテレビ東京に移行され、スポンサーもタカラ（タカラトミーの前身の1つ）からバンダイに変わった。
- 3日
  - テレビ朝日系で『ウィークエンドライブ 週刊地球TV』新MCに蟹瀬誠一（ジャーナリスト）と中森友香（女優、タレント）が起用。
  - テレビ東京系で大島さと子（女優）がMCを務める朝の新情報番組『大島さと子の得だね!省エネ』が放送開始と中村あずさ（女優）がMCを務める朝の新情報番組『中村あずさのなるほどテレビ』が放送開始（12月26日放送終了）。
  - テレビ東京系で金曜午後の番宣番組『週刊!テレビ五つ星』が放送終了。3年間の歴史に幕。
- 4日
  - TBS系で情報ワイド・バラエティ番組『王様のブランチ』新レギュラーにさとう珠緒（タレント）がこの日から担当。
  - TBS系で情報バラエティ番組『ランク王国』新MCに小倉弘子（TBSアナウンサー）がこの日から担当。
  - フジテレビ系で朝の情報番組『めざましテレビ週末号』がこの日から放送時間を拡大。8時までの放送となる。
  - フジテレビ系で昼の番宣番組『フジテレビ赤丸チェック』がこの日から放送時間を拡大。13時55分からの放送となる。
  - フジテレビ系で昼の単発特別番組『土曜スペシャル』がこの日から放送時間を変更。14時からの放送となる。
  - テレビ朝日系で朝の情報番組『女神のちからこぶ』が（ - 1998年9月）放送開始。
  - テレビ朝日系で再放送枠『土曜サスペンス』がこの日から放送時間を拡大。13時55分までの放送となる。
  - テレビ朝日系で単発特別番組枠『スペシャルな午後』がこの日から放送開始。15時55分までの放送となる。
  - テレビ東京系でフリーアナウンサーの永井美奈子と料理評論家の田崎真也がMCを務める夕方の新料理番組『わいん好き』が放送開始（ - 1998年9月19日）。
- 5日
  - 日本テレビ系
    - ミニ番組『NAGANOファイヤー』と料理バラエティ番組『ともさか家の憂鬱』が（ - 1998年3月29日）放送開始。

  - TBS系
    - 日曜朝の情報番組『関口宏のサンデーモーニング』が『新サンデーモーニング』に改題・リニューアル（2025年現在も『サンデーモーニング』として継続中）。司会の関口宏は続投、新たに中江有里（女優・脚本家）が加わる。
    - 新スポーツ番組『炸裂!スポーツパワー』がスタート（2000年3月26日放送終了）。

  - フジテレビ系昼のドキュメンタリー番組『ザ・ノンフィクション』がこの日から放送時間を変更。14時からの放送となる。
  - フジテレビ系日曜22時枠に生放送の情報番組『スーパーナイト』（関西テレビとの共同制作、- 2001年3月）放送開始。キャスターは森本毅郎（元NHKアナウンサー）と、小島奈津子（フジテレビアナウンサー、当時）[注 6]。以後フジテレビ・関西テレビ共同制作の日曜夜の情報番組は『EZ!TV』等を経て、2025年現在『Mr.サンデー』を放送中。
  - フジテレビ系の夜のスポーツニュース番組『プロ野球ニュース』日曜版が半年ぶりに復活。
  - テレビ朝日系の朝の報道番組『ANNニュースフレッシュ』がこの日から放送時間変更。
  - テレビ朝日系の昼の情報バラエティ番組『ピカイチ』（ - 1998年3月29日）が放送開始。
  - テレビ朝日系の単発特別番組枠『ザ・スーパーサンデー』が『ザ・ゴールデンタイム』に改題・リニューアル。
  - テレビ朝日系の深夜バラエティ番組『雛かっぱー』（ - 1999年9月26日）が新番組に。
- 6日 - NHK、後期連続テレビ小説『甘辛しゃん』（大阪放送局制作、主演：佐藤夕美子）放送開始。（ - 1998年4月4日）。
- 12日 - TBS系新ドキュメンタリー番組『神々の詩』がスタート（ - 2000年3月19日）。
- 14日
  - TBS系新情報番組『見ればなっとく!』がスタート（ - 1999年9月16日）。司会は俳優の峰竜太と進藤晶子（TBSアナウンサー、当時）が担当。
  - 朝日放送制作・テレビ朝日系の火曜21時枠で、1時間バラエティ番組『人気者でいこう!』が（ - 2001年9月）放送開始。2005年1月3日に復活特番として放送されている。
- 15日
  - TBS系新クイズ番組『おしえてアミーゴ!!』がスタート（1998年3月11日放送終了）。司会は島田紳助（タレント、当時）と雨宮塔子（TBSアナウンサー、当時）が担当。
  - テレビ東京系で新ドキュメンタリー番組『究極の職人シリーズ』が（ - 12月）放送開始。
- 16日
  - TBS系新バラエティ番組『学校へ行こう!』（ - 2005年3月15日、同年4月にリニューアル）と毎日放送制作『超!よしもと新喜劇』がスタート（ - 1998年3月12日）。
  - テレビ朝日系の木曜19時枠で、1時間料理番組『グルメな冒険 お願い!リストランテ』が（ - 1998年9月）放送開始。
- 17日 - テレビ東京系で森脇健児（タレント）と黒田多加恵（同局アナウンサー、当時）がMCを務める昼の新番宣番組『森脇健児の笑撃!テレビDEチュッ』が放送開始（1998年3月27日放送終了）。ドキュメンタリー番組『追跡!テレビの主役』水曜20時枠から金曜19時枠へ放送時間を変更。新音楽番組『対決!マイベスト10』が（ - 1998年3月）放送開始。
- 18日 - TBS系スポーツバラエティ番組『筋肉番付』新MCに中山エミリ（タレント）がこの日から就任。
- 20日 - テレビ東京系で新料理番組『まかせて!フルコース』が（ - 1998年3月）放送開始。
- 25日
  - テレビ朝日系の土曜19時枠で、1時間クイズ番組『クイズ!渡る世間は金ばかり?!』を放送開始。これに伴い、それまで土曜19時台で放送されていたテレビアニメ『キューティーハニーF』と『忍ペンまん丸』が、揃って10月4日から土曜18時台へ移動、その土曜18時台に放送されていた報道番組『検証ドキュメンタリー ザ・スクープ』は同日から土曜23:30に移動、その土曜18時55分に放送されていたミニ番組『世界の国立公園』は同日から土曜23:25に移動、そして土曜23時28分に放送されていたドラマ枠『ウイークエンドドラマ』は翌日未明から日曜0時40分（土曜深夜）、『リングの魂』日曜1時11分（土曜深夜）と『ワールドプロレスリング』日曜1時40分（土曜深夜）と『映画』日曜2時40分（土曜深夜）へ移動と、6種の番組が玉突き移動となった。
  - フジテレビ系でドキュメンタリー系バラエティ番組『奇跡体験!アンビリバボー』が（2025年現在も水曜20時枠で継続中）放送開始。
- 28日 - 日本テレビ系にて、この日から火曜のゴールデンタイムに新番組2本が同時スタート。19時台は伊東四朗がお父さん、五月みどりがお母さん役で出演し、視聴者からの暮らしの知恵（裏ワザ）を紹介する情報バラエティ番組『伊東家の食卓』（ - 2007年3月13日）、20時台には、長らく時代劇だった枠に明石家さんま司会によるトークバラエティ番組『踊る!さんま御殿!!』（2025年現在も継続中）がそれぞれ放送を開始した。

### 11月
- 2日
  - 日本テレビ系にて、19時台はスポーツバラエティ番組『だんトツ!!平成キング』この日から放送開始（ - 1998年3月1日）。司会はフリーアナウンサーの徳光和夫とタレントのヒロミ、女優の佐藤藍子が担当。
  - フジテレビ系で1991年（平成3年）12月から放送していたダウンタウンの冠バラエティ番組『ダウンタウンのごっつええ感じ』が突然の終了、6年の歴史に幕。
- 9日 - フジテレビ系で単発特別番組枠『日曜ビッグウェーブ』がスタート（ - 1997年12月）。
- 18日 - フジテレビ系で1975年（昭和50年）4月1日から放送していた再放送番組『まんが名作劇場 サザエさん』が、この日を以て突然の終了、22年8か月の幕を降ろす。なお、日曜18時30分の本放送版は引き続き継続中。
- 19日 - フジテレビ系アニメ『ドラゴンボールGT』が放送終了し、1986年から始まった『ドラゴンボール』シリーズが一旦終了。また、水曜19時枠での放送もこれが最後となった[注 7]。
- 24日 - 債務超過で経営危機に陥っていた山一證券の野澤正平社長（当時）が同社の自主廃業を発表する記者会見をNHK総合などが緊急生中継、夕方から夜にかけての各局のニュース番組もこの会見の模様を大きく伝えた。
- 26日 - フジテレビ系アニメ『ドクタースランプ』が放映開始。『Dr.スランプ』のテレビアニメは11年ぶりだが、キャスト・スタッフ・デザインなどは一新された。本作から水曜19時台アニメはフルデジタル制作になる。

### 12月
- 16日 - テレビ東京系のアニメ『ポケットモンスター』第38話を見ていた視聴者が光過敏性癲癇（てんかん）発症（ポケモンショック）[7]。問題となった映像は18時51分35 - 39.5秒で使われたパカパカ。
- 30日 - フジテレビのミニ紀行・グルメ番組『くいしん坊!万才』の9代目くいしん坊を務めた俳優の山下真司がこの日の放送をもって勇退。山下は1994年1月4日から約4年間、782回に亘って出演した[注 8]）。
- 31日
  - TBS系
    - 『第39回日本レコード大賞』放送。大賞は安室奈美恵の「CAN YOU CELEBRATE?」。安室は2年連続の大賞受賞。
    - オールスター感謝祭の派生番組第1弾『サヨナラ'97年末感謝祭 景気回復スペシャル!! クイズ!今年の常識王』が放送された。司会は本家の『オールスター感謝祭』同様、島田紳助と島崎和歌子。

  - 第48回NHK紅白歌合戦を放送。紅組司会は和田アキ子、白組司会は中居正広（SMAP）、総合司会は宮本隆治（当時NHKアナウンサー）がそれぞれ務めた。中居は白組の歴代司会者では当時最年少（25歳4か月13日）であった[注 9]。

## その他テレビに関連する話題
- 日本テレビが1994年から4年連続で年間視聴率三冠王を達成。
- CS衛星放送、パーフェクTV!（後のスカパー!）が有料放送開始。
- 後述の通りこの年はフジテレビ系のキー局(フジテレビ)と準キー局(関西テレビ)の本社が移転。同一年にキー局と準キー局が社屋移転を実施したのは2025年時点ではこの年が史上唯一である。

### 3月
- 10日 - フジテレビ、本社を新宿区河田町から港区台場の新社屋に移転、本放送を開始。

### 4月
- 1日 - 山形県の民放第4局さくらんぼテレビジョン（SAY、フジテレビ系）および、高知県の民放第3局となる高知さんさんテレビ（KSS、同）がそれぞれ開局[9]。フジテレビ系列の開局は岩手めんこいテレビ以来6年ぶりで、山形県でのフジテレビ系列局置局は4年ぶりとなる。またこの2局を以て、フジテレビ系列局および在京キー局系列局の開局は2025年時点で最後となる。又、これにより、山形県は民放4系列4局によるフルネット化が完了（2025年時点で、民放4系列4局のフルネット化は、この地域が最後である）。

### 6月
- 日本テレビ系の福岡放送（FBS）でCM未放送（間引き）問題が発覚[10]。日本民間放送連盟（民放連）と日本テレビネットワーク協議会（NNS）はFBSに対して、それぞれ会員活動停止の処分を決定した。このため、FBSは1997年度の『24時間テレビ』の参加を辞退した（番組自体は通常通りネットされた）。なお、FBSの会員活動停止の間は熊本県民テレビ（KKT）がFBSに代わってNNSの九州地区基幹局の代行を務めた。また、TBS系の北陸放送（MRO）でもCM間引き問題が発覚し[10]、民放連はMROに対して会員活動停止の処分を決定した。

### 8月
- 8日 - フジテレビ、東京証券取引所第1部に株式を上場[11]。

### 10月
- 1日 - 関西テレビ、本社を北区西天満から扇町（キッズプラザ大阪）に移転。

### 12月
- 1日 - CS衛星放送、ディレクTVが日本で放送開始[12]。しかし、2000年にスカパー!に事業統合され廃局した。

- フジテレビジョン新社屋
稼働開始（3月10日）
- さくらんぼテレビジョン開局（4月1日）
- 高知さんさんテレビ開局
（4月1日）
- 関西テレビ放送新社屋
（キッズプラザ大阪内）稼働開始（10月1日）

## 開局
- 4月1日
  - さくらんぼテレビジョン
  - 高知さんさんテレビ

## 音声多重放送の開始
- 期日不明 - 奈良テレビ放送

## 周年

### 番組
- 放送開始35周年
  - 『キユーピー3分クッキング』（中部日本放送）[注 10]
- 放送開始25周年
  - 『中学生日記』（NHK名古屋放送局 / NHK教育）[注 11]
  - 『金曜ロードショー』（日本テレビ）[注 12]
- 放送開始20周年
  - 『ドリフ大爆笑』（フジテレビ）
  - 『土曜ワイド劇場』（テレビ朝日）
- 放送開始15周年
  - 『おはよう!ナイスディ』（フジテレビ）
  - 『森田一義アワー 笑っていいとも!』（フジテレビ）
    - 『笑っていいとも!増刊号』

  - 『料理バンザイ!』（テレビ朝日）
  - 『タモリ倶楽部』（テレビ朝日）
- 放送開始10周年
  - 『午後は○○おもいッきりテレビ』（日本テレビ）
  - 『朝まで生テレビ!』（テレビ朝日）
  - 『世界の車窓から』（テレビ朝日）
  - 『サンデーモーニング』（TBS）
  - 『クイズところ変れば!?』（テレビ東京）
- 放送開始5周年
  - 『ジパングあさ6』（日本テレビ）
  - 『クレヨンしんちゃん』（テレビ朝日）
  - 『美少女戦士セーラームーン』(テレビ朝日) ※同年2月8日をもって終了。
  - 『母と子のテレビタイム日曜版』（NHK教育）[注 13]
  - 『ぶらり途中下車の旅』（日本テレビ）
  - 『TVチャンピオン』（テレビ東京）

### 開局・放送開始
- 3月27日 - NHK名古屋教育テレビジョン放送開始35周年。
- 4月1日
  - テレビジョン放送開始40周年 - 北海道放送
  - 開局35周年 - 名古屋テレビ放送、NHK金沢教育テレビジョン
  - 開局25周年 - 北海道文化放送、テレビ神奈川、びわ湖放送
  - 開局15周年 - 熊本県民テレビ
- 5月29日 - NHK松山・北九州テレビジョン放送開始40周年。
- 6月1日 - NHK静岡放送局テレビジョン放送開始40周年。
- 6月1日 - NHK札幌放送局教育テレビジョン放送開始35周年。
- 9月1日 - 広島テレビ放送開局35周年。
- 10月1日
  - 開局35周年 - 仙台放送
  - 開局15周年 - 鹿児島放送
  - 開局5周年 - 秋田朝日放送、あいテレビ
- 12月22日 - NHK岡山放送局テレビジョン放送開始40周年。
- 12月23日 - NHK金沢放送局テレビジョン放送開始40周年。

## 記念回
- 5月3日 - COUNT DOWN TV（TBS）200回。
- 10月25日 - ランク王国（TBS）100回。

## 視聴率
（※関東地区、ビデオリサーチ調べ）

### スポーツ
1. '98ワールドカップサッカーアジア地区第3代表決定戦「日本×イラン」（フジテレビ、11月16日）47.9%
2. '98ワールドカップサッカーアジア地区第3代表決定戦「日本×カザフスタン」（フジテレビ、11月8日）37.2%
3. プロ野球開幕戦ナイター「巨人×ヤクルト」（日本テレビ、4月6日）30.9%
4. ワールドカップサッカーアジア地区最終予選「日本×UAE」（日本テレビ、10月26日）30.1%
5. '97プロ野球日本シリーズ「西武×ヤクルト」第2戦（テレビ朝日、10月19日）28.9%
6. 大相撲秋場所・9日目（NHK総合、9月15日）28.5%
7. 火曜ナイター「巨人×阪神」（日本テレビ、4月29日）28.2%
8. '97プロ野球オールスターゲーム・第2戦（フジテレビ、7月24日）27.7%
9. プロ野球開幕戦ナイター「巨人×ヤクルト」3部（日本テレビ、4月4日）27.6%
10. プロ野球開幕戦ナイター「巨人×ヤクルト」（日本テレビ、4月5日）27.6%
11. 土曜ナイター「巨人×阪神」（日本テレビ、6月21日）27.4%
12. 日曜ナイター「巨人×広島」（日本テレビ、4月27日）27.0%
13. サッポロビール新春スポーツスペシャル 第73回東京箱根間往復大学駅伝競走・往路（日本テレビ、1月2日）26.8%
14. '97プロ野球日本シリーズ「西武×ヤクルト」第1戦（テレビ朝日、10月18日）26.3%
15. サッポロビール新春スポーツスペシャル 第73回東京箱根間往復大学駅伝競走・復路（日本テレビ、1月3日）25.4%

### ドラマ
1. 橋田壽賀子ドラマスペシャル渡る世間は鬼ばかり（最終回）（TBS、3月27日）34.2%
2. ひとつ屋根の下2（最終回）（フジテレビ、6月30日）34.1%
3. ラブジェネレーション（フジテレビ、12月8日）32.5%
4. 連続テレビ小説 ふたりっ子（NHK総合、1月28日）31.6%
5. 連続テレビ小説 あぐり（NHK総合、9月19日）31.5%
6. 連続テレビ小説 甘辛しゃん（NHK総合、11月12日・11月21日）29.5%
7. 大河ドラマ 毛利元就（NHK総合、1月12日）28.5%
8. バージンロード（最終回）（フジテレビ、3月17日）28.3%
9. 失楽園 衝撃!スペシャル 愛の永遠（最終回）（日本テレビ、9月22日）27.3%
10. ビーチボーイズ (フジテレビ、7月21日) 26.5%
11. 木曜ドラマ ストーカー・誘う女（TBS、3月13日・3月20日（最終回））25.6%
12. 踊る大捜査線 歳末特別警戒スペシャル（フジテレビ、12月30日）25.4%[13]

### バラエティ・歌番組
1. 第48回NHK紅白歌合戦・第2部（NHK総合、12月31日）50.7%
2. 第48回NHK紅白歌合戦・第1部（NHK総合、12月31日）40.2%
3. SMAP×SMAP秋まで待てない15分拡大スペシャル（フジテレビ、9月15日）29.4%
4. ウッチャンナンチャンのウリナリ!!社交ダンス炎の団体戦スペシャル（日本テレビ、10月10日）28.2%
5. マジカル頭脳パワー!!(日本テレビ、1月16日)25.4%
6. マジカル頭脳パワー!!(日本テレビ、2月13日)25.2%
7. マジカル頭脳パワー!!(日本テレビ、1月23日)24.7%
8. マジカル頭脳パワー!!(日本テレビ、2月6日)24.5%
9. マジカル頭脳パワー!!(日本テレビ、1月30日)24.2%
10. SMAP×SMAP(フジテレビ、2月3日)24.0%
11. SMAP×SMAP(フジテレビ、1月13日)23.8%
12. 嗚呼!バラ色の珍生!!(日本テレビ、2月6日)23.8%
13. 嗚呼!バラ色の珍生!!(日本テレビ、2月13日) 22.5%
14. 嗚呼!バラ色の珍生!!(日本テレビ、1月30日)23.3%
15. 大マジカル頭脳パワー今年はこれが大流行!初登場おもしろクイズで大新年会スペシャル(日本テレビ、1月9日)22.9%
16. 関口宏の東京フレンドパークII(TBS、2月10日)22.6%
17. 関口宏の東京フレンドパークII(TBS、2月17日)22.5%
18. 嗚呼!バラ色の珍生!!(日本テレビ、1月23日)22.4%
19. 関口宏の東京フレンドパークII(TBS、2月3日)22.3%
20. SMAP×SMAP(フジテレビ、2月10日)22.2%
21. とんねるずの生でダラダラいかせて!!(日本テレビ、1月8日)22.0%
22. 嗚呼!バラ色の珍生!!(日本テレビ、1月16日)21.9%
23. 関口宏の東京フレンドパークII(TBS、1月20日)21.7%
24. ウッチャンナンチャンの炎のチャレンジャー これができたら100万円!!(テレビ朝日、2月18日)21.7%
25. SMAP×SMAP(フジテレビ、1月20日)21.6%
26. 新春特番オールスター爆笑ものまね紅白歌合戦!!(フジテレビ、1月2日)21.6%
27. ダウンタウンのガキの使いやあらへんで!(日本テレビ、1月5日)21.4%
28. 関口宏の東京フレンドパークII(TBS、1月27日)21.4%
29. ウッチャンナンチャンの炎のチャレンジャー これができたら100万円!!(テレビ朝日、2月4日)21.4%
30. マジカル頭脳パワー!!(日本テレビ、2月20日)21.4%
31. 関口宏の東京フレンドパークII(TBS、1月13日)21.2%
32. ダウンタウンのガキの使いやあらへんで!(日本テレビ、1月19日)21.1%
33. おしゃれカンケイ(日本テレビ、1月19日)21.0%
34. 笑点(日本テレビ、2月23日)21.0%
35. クイズ日本人の質問(NHK総合、1月26日)20.9%
36. 笑点(日本テレビ、2月16日)20.9%
37. NHKスペシャル・ミヤコ蝶々・76才の勝負(NHK総合、1月12日)20.8%
38. ジャングルTV ～タモリの法則～(TBS、1月28日)20.8%
39. めちゃ×2イケてるッ!(フジテレビ、2月22日)20.8%
40. ダウンタウンのガキの使いやあらへんで!(日本テレビ、2月16日)20.7%
41. 笑っていいとも!増刊号(フジテレビ、1月19日)20.6%
42. 正月だけの超マルヒ限定版世界まる見え!テレビ特捜部!超特出しマルヒ祭(日本テレビ、1月6日)20.5%
43. スーパースペシャル'97・はじめてのおつかい最新爆笑スペシャル(日本テレビ、1月4日)20.5%
44. 関口宏の東京フレンドパークII(TBS、1月6日)20.4%
45. 電波少年外伝・猿岩石最後のスペシャル・祝新年につき洗いざらいお話します…(日本テレビ、1月1日)20.4%
46. SMAP×SMAP(フジテレビ、1月27日)20.4%
47. 知ってるつもり?!(日本テレビ、2月16日)20.4%
48. 笑点(日本テレビ、2月2日)20.3%
49. 嗚呼!バラ色の珍生!!(日本テレビ、2月20日)20.3%
50. おしゃれカンケイ(日本テレビ、2月2日)20.1%
51. 知ってるつもり?!(日本テレビ、2月23日)20.1%

### ニュース
1. ニュース（神戸連続児童殺傷事件関連）（NHK総合、6月28日、20:41）30.3%
2. ニュース・天気予報（NHK総合、1月12日、20:45）27.7%
3. NHKニュース7(NHK総合、1月9日、19:00) 20.4%

### 映画・アニメ
1. 金曜ロードショー・『Shall we ダンス?』（日本テレビ、3月28日）27.4%
2. サザエさん（フジテレビ、12月7日）26.8%
3. 金曜ロードショー『釣りバカ日誌8』　(日本テレビ、10月24日) 26.1%
4. サザエさん(フジテレビ、9月7日) 25.7%
5. サザエさん(フジテレビ、1月19日) 25.6%
6. サザエさん(フジテレビ、1月12日) 25.2%
7. サザエさん(フジテレビ、11月30日) 24.9%
8. サザエさん(フジテレビ、12月14日) 24.9%
9. ゴールデン洋画劇場・スピード(フジテレビ、4月19日) 24.6%
10. ゴールデン洋画劇場・特別企画・スーパーの女(フジテレビ、10月4日) 24.6%
11. サザエさん(フジテレビ、10月26日) 24.5%
12. サザエさん(フジテレビ、11月16日) 24.5%
13. サザエさん(フジテレビ、2月16日) 24.3%
14. ゴールデン洋画劇場・トゥルーライズ(フジテレビ、4月5日) 24.0%
15. サザエさん(フジテレビ、9月14日) 23.9%
16. 金曜特別ロードショー・ジュラシック・パーク(日本テレビ、2月7日)23.9%
17. サザエさん(フジテレビ、11月2日) 23.8%
18. サザエさん(フジテレビ、1月26日) 23.7%
19. サザエさん(フジテレビ、9月28日) 23.7%
20. サザエさん(フジテレビ、10月5日) 23.7%
21. サザエさん(フジテレビ、10月12日) 23.7%
22. サザエさん(フジテレビ、6月8日) 23.5%
23. サザエさん(フジテレビ、2月9日) 23.3%
24. サザエさん(フジテレビ、12月21日) 23.3%
25. 金曜ロードショー・クリフハンガー(日本テレビ、6月20日) 23.3%
26. サザエさん(フジテレビ、11月23日) 23.2%
27. サザエさん(フジテレビ、3月16日) 23.1%
28. サザエさん(フジテレビ、3月23日) 23.1%
29. 名探偵コナン(日本テレビ、12月1日) 23.1%
30. 金曜ロードショー・ボディガード(日本テレビ、4月18日) 23.0%
31. サザエさん(フジテレビ、5月18日) 22.9%
32. サザエさん(フジテレビ、4月20日) 22.8%
33. サザエさん(フジテレビ、2月2日) 22.7%
34. サザエさん(フジテレビ、3月2日) 22.6%
35. サザエさん(フジテレビ、3月9日) 22.5%
36. サザエさん(フジテレビ、2月23日) 22.3%
37. サザエさん(フジテレビ、9月21日) 22.1%
38. クレヨンしんちゃん(テレビ朝日、11月14日) 21.9%
39. 金曜特別ロードショー・ルパン三世スペシャル・ワルサーP38(日本テレビ、8月1日) 21.8%
40. 名探偵コナンスペシャル(日本テレビ、9月22日) 21.7%
41. 金曜ロードショー・魔女の宅急便(日本テレビ、7月11日) 21.6%
42. サザエさん(フジテレビ、4月6日) 21.4%
43. サザエさん(フジテレビ、4月13日) 21.2%
44. 名探偵コナン(日本テレビ、12月15日) 21.2%
45. 金曜ロードショー・吉原炎上(日本テレビ、5月2日) 21.2%
46. 金曜ロードショー・釣りバカ日誌4(日本テレビ、2月28日) 21.1%
47. 金曜ロードショー・バック・トゥ・ザ・フューチャー PART3(日本テレビ、11月28日) 21.1%
48. ちびまる子ちゃん(フジテレビ、1月12日) 21.0%
49. サザエさん(フジテレビ、8月31日) 21.0%
50. ドラえもんスペシャル・ドラミ&ドラえもんズ!(テレビ朝日、2月28日) 20.9%
51. 名探偵コナン(日本テレビ、6月9日) 20.8%
52. 名探偵コナン(日本テレビ、11月17日) 20.6%
53. 名探偵コナン(日本テレビ、11月24日) 20.6%
54. 金曜ロードショー・天空の城ラピュタ(日本テレビ、3月7日) 20.6%
55. ゴールデン洋画劇場・バック・トゥ・ザ・フューチャー PART2(フジテレビ、9月27日) 20.6%
56. サザエさん(フジテレビ、12月28日) 20.5%
57. 金曜ロードショー・免許がない!(日本テレビ、3月21日) 20.5%
58. 日曜洋画劇場・ビバリーヒルズ・コップ3(テレビ朝日、10月5日) 20.4%
59. ドクタースランプ(フジテレビ、11月26日) 20.3%
60. ちびまる子ちゃん(フジテレビ、12月14日) 20.3%
61. サザエさん(フジテレビ、6月1日) 20.2%
62. クレヨンしんちゃん(テレビ朝日、4月25日) 20.0%
63. サザエさん(フジテレビ、7月6日) 20.0%

## テレビドラマ

### NHK
大河ドラマ
- 毛利元就（主演：中村橋之助）

連続テレビ小説
- あぐり（主演：田中美里）
- 甘辛しゃん（主演：佐藤夕美子）

金曜時代劇
- 寺子屋ゆめ指南（出演：高橋和也、千葉真一）

### 日本テレビ系
土曜ドラマ
- サイコメトラーEIJI（主演：松岡昌宏）
- FiVE（出演：ともさかりえ、鈴木紗理奈、篠原ともえ、遠藤久美子、知念里奈）
- D×D（主演：長瀬智也、岡田准一）
- ぼくらの勇気 未満都市（主演：堂本光一、堂本剛）

水曜ドラマ
- 恋のバカンス（主演：明石家さんま）
- ガラスの靴（主演：加藤紀子）
- デッサン（主演：原田知世）
- 恋の片道切符（主演：江角マキコ）

読売テレビ製作月曜10時枠
- ストーカー 逃げきれぬ愛（主演：高岡早紀）
- せいぎのみかた（主演：国分太一）
- 失楽園（主演：古谷一行、川島なお美）
- 心療内科医・涼子（主演：室井滋）

### TBS系
ナショナル劇場
- 水戸黄門（第25部）（主演：佐野浅夫）
- 南町奉行事件帖 怒れ!求馬（主演：原田龍二）

木曜9時
- 渡る世間は鬼ばかり（第3シリーズ）（出演：　山岡久乃　赤木春恵、藤岡琢也 他）
- 新幹線'97恋物語（主演：高嶋政伸）
- 金のたまご（主演：浅野ゆう子）
- 番茶も出花（主演：泉ピン子）

木曜10時
- ストーカー・誘う女（主演：陣内孝則、雛形あきこ）
- 友達の恋人（主演：桜井幸子、瀬戸朝香）
- 智子と知子（主演：田中美佐子、飯島直子）
- 不機嫌な果実（主演：石田ゆり子）

金曜9時
- 理想の結婚（主演：常盤貴子）
- いちばん大切なひと（主演：香取慎吾、観月ありさ）
- 職員室（主演：浅野温子）
- 恋のためらい（主演：竹中直人 他）

金曜ドラマ
- 君が人生の時（主演：高嶋政伸）
- ふぞろいの林檎たちIV（主演：中井貴一、時任三郎、手塚理美、高橋ひとみ 他）
- 最後の恋（主演：中居正広、常盤貴子）
- 青い鳥（出演：豊川悦司、夏川結衣、佐野史郎 他）

日曜劇場
- メロディ（主演：小泉今日子、玉置浩二）
- 理想の上司（主演：長塚京三）
- オトナの男（主演：役所広司）
- ベストパートナー（出演：内村光良、坂井真紀、渡部篤郎 他）

スペシャルドラマ
- 竜馬がゆく（主演：上川隆也）　- 1月1日
- 横山やすし追悼ドラマ 俺は浪花の漫才師（主演：的場浩司）- 1月27日
- 涙のアンパンマン・マーチ（主演：財前直見、上川隆也）- 3月31日

### フジテレビ系
月9
- バージンロード（出演：和久井映見、反町隆史、武田鉄矢 他）
- ひとつ屋根の下2（出演：江口洋介、福山雅治、酒井法子、松たか子 他）
- ビーチボーイズ（出演：反町隆史、竹野内豊、広末涼子 他）
- ラブジェネレーション（出演：木村拓哉、松たか子、藤原紀香 他）

火9
- 踊る大捜査線（主演：織田裕二、柳葉敏郎）
- 総理と呼ばないで（主演：田村正和、鈴木保奈美）
- 月の輝く夜だから（出演：岸谷五朗、江角マキコ、上川隆也 他）
- ナースのお仕事2（主演：観月ありさ）

関西テレビ制作火曜夜10時枠
- 彼（主演：篠ひろ子、稲垣吾郎）
- いいひと。（出演：草彅剛、財前直見、菅野美穂 他）
- フェイス（主演：武田真治）
- シングルス（主演：天海祐希）

水9
- ギフト（主演：木村拓哉）※第1回作品
- それが答えだ!（主演：三上博史）
- 成田離婚（主演：草彅剛、瀬戸朝香）

木曜劇場
- 彼女たちの結婚（主演：鈴木京香、松本明子）
- ミセスシンデレラ（主演：薬師丸ひろ子）
- こんな恋のはなし（主演：真田広之、玉置浩二、松嶋菜々子）
- イヴ（主演：唐沢寿明、葉月里緒菜）

スペシャルドラマ
- 僕が僕であるために（主演：SMAP）- 1月3日
- コーチ スペシャル（主演：浅野温子、玉置浩二）- 10月9日
- 踊る大捜査線 歳末特別警戒スペシャル - 12月30日

### テレビ朝日系
水曜9時
- はぐれ刑事純情派（第10シリーズ）
- はみだし刑事情熱系（第2シリーズ）

月曜ドラマ・イン
- 名探偵保健室のオバさん（主演：松雪泰子）
- ふたり（主演：奥菜恵）
- ガラスの仮面（主演：安達祐実）
- 研修医なな子（主演：佐藤藍子）

木曜ドラマ
- 流れ板七人（主演：水谷豊）
- 最高の食卓（主演：赤井英和）
- ボディーガード（主演：長渕剛）
- 家政婦は見た!（連続ドラマ版）（主演：市原悦子）

土曜時代劇
- 暴れん坊将軍VIII（主演：松平健）

スペシャルドラマ
- 味いちもんめ 伊橋悟 お正月から元気です!!（主演：中居正広） - 1月2日

### テレビ東京系
- 新春ワイド時代劇 炎の奉行 大岡越前守 - 1月2日
- 市原悦子ドラマスペシャル 黄落〜命の最後の輝き 老親を介護する60歳夫婦 愛と忍耐の日々（主演：市原悦子、愛川欽也） - 5月1日

## テレビアニメ
- 爆走兄弟レッツ&ゴー!!WGP（テレビ東京）※新番組としては扱われていない
- マッハGoGoGo (リメイク版)（テレビ東京）
- EAT-MAN（テレビ東京）
- 勇者王ガオガイガー（名古屋テレビ放送）
- キューティーハニーF（テレビ朝日）
- ケロケロちゃいむ（テレビ東京）
- 新・天地無用!（テレビ東京）
- ポケットモンスター（テレビ東京）
- グランダー武蔵（テレビ東京）
- 少女革命ウテナ（テレビ東京）
- MAZE爆熱時空（テレビ東京）
- HAUNTEDじゃんくしょん（テレビ東京）
- 超特急ヒカリアン（テレビ東京）
- はいぱーぽりす（テレビ東京）
- バンブー・ベアーズ（テレビ東京）
- スレイヤーズTRY（テレビ東京）
- 金田一少年の事件簿（読売テレビ）
- BØY（テレビ東京）
- 救命戦士ナノセイバー（NHK教育）※『天才てれびくん』内コーナーアニメ
- 白鯨伝説（NHK BS2）
- ザ・シンプソンズ（WOWOW）
- 中華一番!（フジテレビ）
- CLAMP学園探偵団（テレビ東京）
- みすて♡ないでデイジー（テレビ東京）
- はれときどきぶた（テレビ東京）
- あずみマンマ・ミーア（テレビ朝日）※『スーパーJチャンネル』内コーナーアニメ
- 忍ペンまん丸（テレビ朝日）
- TVで発見!!たまごっち（フジテレビ）※ミニ番組
- 烈火の炎（フジテレビ）
- 夢のクレヨン王国（朝日放送）
- マスターモスキートン'99（テレビ東京）
- ハニ太郎です。（テレビ朝日）※『スーパーJチャンネル』内コーナーアニメ
- ビーストウォーズ 超生命体トランスフォーマー（テレビ東京）
- 深海伝説マーメノイド（テレビ朝日）
- ネクスト戦記エーアガイツ（テレビ東京）
- エルフを狩るモノたちII（テレビ東京）
- VIRUS ‐VIRUS BUSTER SERGE‐（テレビ東京）
- 超魔神英雄伝ワタル（テレビ東京）
- バトルアスリーテス大運動会（テレビ東京）
- がんばれゴエモン（TBS）
- さくらももこ劇場コジコジ（TBS）
- 忍たま乱太郎（NHK）
- 吸血姫美夕（テレビ東京）
- 剣風伝奇ベルセルク（日本テレビ）
- フォーチュンクエストL（毎日放送）
- 学級王ヤマザキ（テレビ東京）※『おはスタ』コーナーアニメ[注 14]
- ドクタースランプ（フジテレビ）

## 特撮番組
- 電磁戦隊メガレンジャー（テレビ朝日）
  - 出演：大柴邦彦、江原淳史、松風雅也、田中恵理、東山麻美、金井茂、斉藤暁、森下哲夫、城麻美 他
- ビーロボカブタック（テレビ朝日）
  - 出演：二見一樹、向井亜紀、志茂田景樹、木村雅、小出由華、鈴木ヒロミツ、草尾毅、中村大樹 他
- ウルトラマンダイナ（毎日放送）
  - 出演：つるの剛士、布川敏和、斉藤りさ、加瀬尊朗、小野寺丈、山田まりや、木之元亮 他

## 報道・情報・スポーツ・番宣・旅・紀行・ドキュメンタリー・教養・子供向け・単発特別番組枠

### 終了番組
- 2月
  - Oh!診（日本テレビ）
- 3月
  - NHKネットワークニュース（NHK総合）
  - イブニングネットワーク（NHK総合）
    - イブニングネットワーク北海道（NHK札幌）
    - あおもり630（NHK青森）
    - あきたTODAY（NHK秋田）
    - イブニングネットワークいわて（NHK盛岡）
    - イブニングネットワークやまがた（NHK山形）
    - イブニングネットワークみやぎ（NHK仙台）
    - イブニングネットワーク福島（NHK福島）
    - イブニングネットワーク首都圏（NHK放送センター）
    - にいがたニュース街道（NHK新潟）
    - イブニングネットワーク信州（NHK長野）
    - ニュースセンターやまなし630（NHK甲府）
    - ニュースいちばん静岡（NHK静岡）
    - イブニングネットワークとやま（NHK富山）
    - JKニュース1（NHK金沢）
    - イブニングネットワークきんき（NHK大阪）
    - イブニングネットワークしまね（NHK松江）
    - おかやまToday630（NHK岡山）
    - ニュースポートひろしま（NHK広島）
    - イブニングネットワークやまぐち（NHK山口）
    - イブニングネットワークとくしま（NHK徳島）
    - 6時半です!ニュースセンター北九州（NHK北九州）
    - 6時半です!ニュースセンター福岡（NHK福岡）
    - ニュース630佐賀（NHK佐賀）
    - イブニングネットワークながさき（NHK長崎）
    - イブニングネットワークくまもと（NHK熊本）
    - イブニングネットワークおおいた（NHK大分）
    - 6時半です!ニュース宮崎（NHK宮崎）
    - ニュースネット630かごしま（NHK鹿児島）
    - 630沖縄（NHK沖縄）

  - みのもんた爆裂77（日本テレビ）
  - 素敵なあなた（TBS）
  - パジャマで天気（フジテレビ）
  - FNN Five to 4:00（フジテレビ）
- FNNスーパータイム（フジテレビ） 
  - uhbスーパータイム FNN（第2期）（北海道文化放送）
  - FNN仙台放送スーパータイム（仙台放送）
  - mitスーパータイム（岩手めんこいテレビ）
  - スーパータイムあきた（秋田テレビ）
  - FNN FTVテレポート（福島テレビ）
  - NSTスーパータイム（新潟総合テレビ）
  - NBSスーパータイム NEWS&SPORTS（長野放送）
  - FNNスーパータイムとやま（富山テレビ）
  - FNN石川テレビスーパータイム（石川テレビ）
  - FNN福井テレビスーパータイム（福井テレビ）
  - FNNテレビ静岡スーパータイム（テレビ静岡）
  - FNN東海テレビスーパータイム（東海テレビ）
  - FNNアタック600（関西テレビ）
  - FNNアタック530（関西テレビ）
  - TSKスーパータイム（山陰中央テレビ）
  - OHKスーパータイム（岡山放送）
  - OHKスーパータイムWEEKLY（岡山放送）
  - tssスーパータイム（テレビ新広島）
  - EBCスーパータイム（テレビ愛媛）
  - TNCスーパータイム NEWS&SPORTS（テレビ西日本）
  - stsスーパータイム（サガテレビ）
  - KTNスーパータイム（テレビ長崎）
  - TKUスーパータイム FNN（テレビ熊本）
  - FNNニュースインおおいた TOS（テレビ大分）
  - UMKスーパータイム（テレビ宮崎）
  - KTSスーパータイム530（鹿児島テレビ）
  - KTSスーパータイム NEWS&SPORTS（鹿児島テレビ）
  - OTVスーパータイム（沖縄テレビ）
- 海ごはん山ごはん（フジテレビ）
- ステーションEYE（テレビ朝日） 
  - ABAステーション（青森朝日放送）
  - IATきらめきワイド（岩手朝日テレビ）
  - ふくしまニュース1番街（福島放送）
  - ステーションしずおか（静岡朝日テレビ）
  - ABC News Report（朝日放送）
  - 桃かん（テレビ朝日）
  - OH!エルくらぶ（テレビ朝日）
  - 邦子がタッチ（テレビ朝日）
  - 土曜エクスプレス（九州朝日放送）
  - TXNニュース（テレビ東京）
  - ニュース THIS EVENING ふくおか（TVQ九州放送）

- 6月
  - WORLD SHOP（フジテレビ）
  - HEY!HEY!HEY!COMING SOON（フジテレビ）

- 9月
  - TVじゃん!!（日本テレビ）
  - WIN（日本テレビ）
  - 火曜デラックス'97（日本テレビ）
  - Be（日本テレビ）
  - わいわいティータイム（TBS）
  - そこが知りたい（TBS）
  - 関口宏のサンデーモーニング（TBS）
  - スポーツ十番勝負!（TBS）
  - 世界の家（TBS）
  - 新・ただいまワイド（東北放送）
  - MBSナウ土曜版（毎日放送）
  - 夕方放送局今日もやっぱり基樹です（RKB毎日放送）
  - 産経テレニュースFNN（フジテレビ）
  - デジタルZ（フジテレビ）
  - フリップ・クリップ（フジテレビ）
  - ゴルフ虎の穴（フジテレビ）
  - 自転車日記（フジテレビ）
  - 悠々マイウェイ（フジテレビ）
  - Grade-A（フジテレビ・関西テレビ）
  - 火曜ワイドスペシャル（フジテレビ）
  - 私のストリート（フジテレビ）
  - なんでもアリーナ525（秋田テレビ）
  - ほっとチャンネル（仙台放送）
  - 夢に出会うまち（山陰中央テレビ）
  - お昼のN天ワイド（テレビ朝日）
  - 我蘭堂（テレビ朝日）
  - 田原総一朗の異議あり!（テレビ朝日）
  - 歴史の旅人（テレビ朝日）
  - 21世紀の主役（テレビ朝日）
  - 世界ペット紀行（名古屋テレビ放送）
  - ラ・ラ☆Kiss（テレビ朝日）
  - 陽気にカプチーノ（テレビ朝日）
  - 地球号通信（テレビ朝日）
  - ゼウスの休日（テレビ朝日）
  - ステーションEYE週末版（テレビ朝日）
  - サタデージャングル（テレビ朝日）
  - AABステーションEYE（秋田朝日放送）
  - KHBステーションEYE（東日本放送）
  - YTSステーションEYE（山形テレビ）
  - KFBステーションEYE（福島放送）
  - 名古屋テレビステーションEYE（名古屋テレビ放送）
  - HOMEステーションEYE（広島ホームテレビ）
  - YABステーションEYE（山口朝日放送）
  - 仰天!ひらめき研Q所（テレビ東京）
  - NEWSヘッドライン（テレビ東京）
  - Iネット（テレビ東京）
  - 上野浅草（テレビ東京）
  - 情報レストラン（テレビ東京）
  - TXNニュースワイド11（テレビ東京）
  - こちらお天気情報部（テレビ東京）
  - 自然の中へ（テレビ愛知）
  - 輪輪（テレビ東京）
  - IT'sアクセス（テレビ東京）
  - OUTDOOR（テレビ東京）
  - TXNニュース THIS EVENING（テレビ東京）
  - 5時ですテレビ愛知ニュース（テレビ愛知）
  - ニュースほっと5（テレビ大阪）
  - ニュースジャストイン福岡（TVQ九州放送）

- 10月
  - F1バトルショウ'97（フジテレビ）
  - ゴジラ王国（テレビ東京）
  - 週刊!テレビ五つ星（テレビ東京）
  - 特急!なんかいNEWSプラス1土曜版（南海放送）

- 11月
  - ダウンタウンがやってくる!（フジテレビ）
  - 快体心書（テレビ東京）

- 12月
  - 週刊パソコン丼（日本テレビ）
  - 日曜リトルウェーブ（フジテレビ）
  - 情報IN（テレビ東京）
  - 大島さと子の得だね!省エネ（テレビ東京）
  - 中村あずさのなるほどテレビ（テレビ東京）
  - 告白（テレビ東京）

### 開始番組
- 1月
  - みのもんた爆裂77（日本テレビ）
  - Iネット（テレビ東京）
  - ほっとチャンネル（仙台放送）
  - ただいまテレビ（テレビ西日本）

- 3月
  - からだ元気科（日本テレビ）
  - 夢・見る・ピノキオ（テレビ岩手）
  - 発信!生スタ 早起きクマさん（北海道テレビ）
  - わいわいティータイム（TBS）
  - FNNニュース3:50（フジテレビ）
- FNNニュース555 ザ・ヒューマン（フジテレビ）
  - uhbザ・ヒューマンHOKKAIDO（北海道文化放送）
  - FNN東海テレビザ・ヒューマン（東海テレビ）
  - アタック ザ・ヒューマン（関西テレビ）
  - tss FNNザ・ヒューマン（テレビ新広島）
  - TNC NEWSザ・ヒューマン FNN（テレビ西日本）
  - KTSニュース ザ・ヒューマン（鹿児島テレビ）
- スーパーJチャンネル（テレビ朝日）
  - スーパーJチャンネルABA（青森朝日放送）
  - IATスーパーJチャンネル（岩手朝日テレビ）
  - KHBニュースチャンネル（東日本放送）
  - スーパーJチャンネルYTSゴジダス（山形テレビ）
  - ふくしまスーパーJチャンネル（福島放送）
  - スーパーJチャンネルしずおか（静岡朝日テレビ）
  - HOMEスーパーJチャンネル（広島ホームテレビ）
  - 我蘭堂（テレビ朝日）

- 4月
  - 地域情報アワー（NHK総合）[14][15]
    - 情報プリズム北海道（NHK札幌）
    - ネットワーク青森610（NHK青森）
    - あきた610（NHK秋田）
    - おばんですいわて（NHK盛岡）
    - やまがた610（NHK山形）
    - ネットワークみやぎ610（NHK仙台）
    - ネットワークふくしま610（NHK福島）
    - 首都圏ネットワーク（NHK放送センター）
    - 新潟発610（NHK新潟）
    - まるごと信州610（NHK長野）
    - まるまる山梨610（NHK甲府）
    - ニュースいちばん610（NHK静岡）
    - とやまイブニングワイド（NHK富山）
    - イブニングワイド610（NHK金沢）
    - イブニングワイド630（NHK金沢）
    - ニュースパーク関西（NHK大阪）
    - とっとり情報スタジオ610（NHK鳥取）
    - 発進!島根ろくいち丸（NHK松江）
    - おかやま610（NHK岡山）
    - お好みワイドひろしま（NHK広島）
    - ゆうゆうワイドやまぐち（NHK山口）
    - 愛媛ダンランテレビ（NHK松山）
    - さぬきいきいき百科（NHK高松）
    - 情報交差点 スタジオとくしま（NHK徳島）
    - よさこい一番星（NHK高知）
    - ニュースシャトル北九州（NHK北九州）
    - おっしょい!福岡610（NHK福岡）
    - 610情報どっかん!（NHK佐賀）
    - イブニングワイドながさき（NHK長崎）
    - ひのくにワイド（NHK熊本）
    - 新鮮!おおいた情報広場（NHK大分）
    - まるごと宮崎610（NHK宮崎）
    - 情報スタジオかごしま（NHK鹿児島）
    - 太陽カンカン610（NHK沖縄）

  - 土曜元気市（NHK総合）
  - 鶴瓶の家族に乾杯（NHK総合）
  - たっくんのオモチャ箱（NHK教育）
  - なぜなぜ日本（NHK教育）
  - 虹色定期便（NHK教育）
  - トゥトゥアンサンブル（NHK教育）
  - スクール五輪の書（NHK教育）
  - 趣味悠々（NHK教育）
  - フルーツサンデー（NHK BS2）
  - のりもの王国ブーブーカンカン（テレビ東京）
  - 火曜デラックス'97（日本テレビ）
  - U・S（日本テレビ）
  - Be（日本テレビ）
  - SPORTS STADIUM（中京テレビ）
  - デジタルZ（フジテレビ）
  - フリップ・クリップ（フジテレビ）
  - 悠 you 遊（フジテレビ）
  - 食彩彩（フジテレビ）
  - めざましテレビ週末号（フジテレビ）
  - 土曜ぴーぷる（関西テレビ）
  - 風の絵葉書（フジテレビ）
  - ゴルフ虎の穴（フジテレビ）
  - 悠々マイウェイ（フジテレビ）
  - F1バトルショウ'97（フジテレビ）
  - 自転車日記（フジテレビ）
  - Grade-A（フジテレビ・関西テレビ）
  - やじうまサタデー（テレビ朝日）
  - ラ・ラ☆Kiss（テレビ朝日）
  - 陽気にカプチーノ（テレビ朝日）
  - 地球号通信（テレビ朝日）
  - ゼウスの休日（テレビ朝日）
  - 素敵な宇宙船地球号（テレビ朝日）
  - SPORTS SPOTTERS（テレビ朝日）
  - ニュース瓦版 九州見聞録（九州朝日放送）
  - ニュースブレイク（テレビ東京）
  - 特ダネ!歩くテレビ（テレビ東京）
  - 仰天!ひらめき研Q所（テレビ東京）
  - 自然の中へ（テレビ愛知）
  - 列島探検 愛ある街へ（テレビ東京）
  - ニュースジャストイン福岡（TVQ九州放送）

- 9月
  - スポーツMAX（日本テレビ）
  - NAGANOでドキン（テレビ信州）
  - 黄金のレシピ（TBS）
  - 情報!もぎたてサラダ（TBS）
  - ワンダフル（TBS）
  - ウキウキ5時らんど（東北放送）
  - RKBももち丸（RKB毎日放送）
  - 劇的空間（テレビ朝日）
  - E!（テレビ朝日）
  - チャンネルeiei/チャンネルeiei金曜版（秋田朝日放送）
  - ドラマな午後（岩手朝日テレビ）
  - 井戸端チャンネル（秋田テレビ）
  - NBS情報いちばん星（長野放送）
  - ニュースウェーブ615（テレビ東京）
  - 10時奥さまプラーザ（テレビ東京）
  - ニュースウォッチ（テレビ東京）
  - TXNニュースワイド 夕方いちばん（テレビ東京）
  - TXNニュースワイド 夕方いちばん（愛知ローカルパート）（テレビ愛知）
  - 夕方いちばんKANSAI（テレビ大阪）
  - 夕方いちばん福岡（TVQ九州放送）

- 10月
  - ウェザーブレイク（テレビ東京）
  - おはスタ（テレビ東京）
  - 大島さと子の得だね!省エネ（テレビ東京）
  - 中村あずさのなるほどテレビ（テレビ東京）
  - 森脇健児の笑撃!テレビDEチュッ（テレビ東京）
  - おしえて!アグリ（テレビ東京）
  - 堀場雅夫のこころはベンチャー（テレビ愛知）
  - Pガール（テレビ東京）
  - わいん好き（テレビ東京）
  - 告白（テレビ東京）
  - ゴジラアイランド（テレビ東京）
  - オイシイのが好き!傑作選（テレビ愛知）
  - NAGANOファイヤー（日本テレビ）
  - 伊東家の食卓（日本テレビ）
  - うきうき!釣りバカ亭（中京テレビ放送）
  - 小林真三の見たまんまテレビ（南海放送）
  - 世界釣物語（名古屋テレビ放送）
  - 女神のちからこぶ（テレビ朝日）
  - スペシャルな午後（テレビ朝日）
  - 情報MAP（テレビ朝日）
  - メジャーゴルフを務め!（テレビ朝日）
  - ピカイチ（テレビ朝日）
  - いきいきミドル塾（フジテレビ）
  - 花園ゴルフ（フジテレビ）
  - スーパーナイト（フジテレビ・関西テレビ）
  - ときめき2泊3日（フジテレビ）
  - CX NUDE（フジテレビ）
  - 街の灯り（フジテレビ）
  - 強力!木スペ120分（フジテレビ）
  - 週刊・ヤッホー!（山陰中央テレビ）
  - ANNスーパーJチャンネル週末版（テレビ朝日）
  - ザ・ゴールデンタイム（テレビ朝日）改題リニューアル
  - トークいわて人（岩手朝日テレビ）
  - やじうまNAGANO（長野朝日放送）
  - 新サンデーモーニング（TBS）改題リニューアル
  - 炸裂!スポーツパワー（TBS）
  - 神々の詩（TBS）
  - 見ればなっとく!（TBS）
  - ガーデン（TBS）
  - MBSスポーツドーム（毎日放送）

- 11月
  - あつあつイタリアーナ（フジテレビ）
  - GO!GO!ピンカの大冒険（フジテレビ）
  - 日曜リトルウェーブ（フジテレビ）
  - えすえふ（フジテレビ）
  - あなたとHTB（北海道テレビ）

- 12月
  - SBCオリンピック夢パーク（信越放送）
  - J-POPキングダム（テレビ東京）

### 期間限定番組
- 3月
  - SAYスーパータイム（さくらんぼテレビ） - 開局前のサービス放送時の『FNNスーパータイム』の県内ニュースとして放送。
  - SUNSUNスーパータイム（高知さんさんテレビ） - 同上

- 11月
  - 日曜ビッグウェーブ（フジテレビ） - 『ダウンタウンのごっつええ感じ』打ち切りで伴うつなぎ編成。

## バラエティ番組
- 家族対抗ふるさとチャンピオン（NHK総合）[16]
- ぐるぐるナインティナイン（日本テレビ）※ゴールデン版開始
- いろもん（日本テレビ）
- だんトツ!!平成キング（日本テレビ）
- どっちの料理ショー（読売テレビ）
- キスだけじゃイヤッ!（読売テレビ）
- 新橋ミュージックホール（読売テレビ）
- HAMASHO（読売テレビ）
- 快傑熟女!心配ご無用（TBS）
- しあわせ家族計画（TBS）
- 学校へ行こう!（TBS）
- 所さんの20世紀解体新書（TBS）
- 超!よしもと新喜劇（毎日放送）
- スターどっきり大作戦（フジテレビ）
- トロトロでいこう!（フジテレビ）
- とんねるずの本汁でしょう!!（フジテレビ）
- とんねるずのみなさんのおかげでした（フジテレビ）
- 新・ボキャブラ天国（フジテレビ）
- タモリの新・哲学大王!（フジテレビ）
- タモリのネタでNIGHTフィーバー!（フジテレビ）
- 突撃!お笑い風林火山（フジテレビ）
- 黄金ボキャブラ天国（フジテレビ）
- 奇跡体験!アンビリバボー（フジテレビ）
- 中居正広のボクらはみんな生きている（フジテレビ）
- 中村雅俊のゼッタイ!知りたがり（フジテレビ）
- チチパパ親父!娘をたのむで!（関西テレビ）
- 金ロマン人生いろいろ（関西テレビ）
- トミーズのはらぺこ亭（関西テレビ）
- グルメな冒険 お願い!リストランテ（テレビ朝日）
- パパパパPUFFY（テレビ朝日）
- ぷらちなロンドンブーツ（テレビ朝日）
- ナイナイナ（テレビ朝日）
- 人気者でいこう!（朝日放送）
- たけしの誰でもピカソ（テレビ東京）
- まかせて!フルコース（テレビ東京）
- 遊びに行こっ!（テレビ愛知）

## クイズ番組
- おしえてアミーゴ!!（TBS）
- クイズ!渡る世間は金ばかり?!（テレビ朝日）

## トーク番組
- トップランナー（NHK）
- ちょっと言わせて（TBS）
- 踊る!さんま御殿!!（日本テレビ）
- 1×1（毎日放送）

## 音楽番組
- 日刊!ひっと（日本テレビ）
- 音楽空間アンモナイト（テレビ東京）
- 対決!マイベスト10（テレビ東京）
- ミュージック・ジャンプ（NHK BS2）

## 特別番組
- 1月1日
  - 夢パワー1997目指せ日本のナンバー1(テレビ朝日)
  - 世界で1つ!夢の超豪華スター（秘）お年玉ナマ放送TV!!（テレビ朝日、朝日放送）
- 1月3日
  - 今田・東野の吉本新兵器 狂乱の東京上陸大作戦'97（日本テレビ）
  - 有森さんvsロバさんの夢をかなえる方法!(中部日本放送)
- 3月31日-4月6日 - ザッツお台場エンターテイメント!（フジテレビ）
- 12月20日 - ドリカムさんまのハッピーXmasショー（日本テレビ）
- 12月26日 - ナイナイの爆笑SP 97最新NGハプニング（日本テレビ）

### 2回以上放送のシリーズ特番
※レギュラー化前の特番、打ち切り後の復活特番も扱っています。
- 1月1日
  - 平成あっぱれテレビ（日本テレビ）
  - 第30回初詣!爆笑ヒットパレード（フジテレビ）
  - タモリ・たけし・さんまBIG3 世紀のゴルフマッチ（フジテレビ）
  - 第34回新春かくし芸大会（フジテレビ）
- 1月2日
  - 道場六三郎が行く!究極の長崎南蛮おせち(毎日放送）
- 1月4日
  - はじめてのおつかいスペシャル'97 新作一挙2時間!（日本テレビ）
- 1月5日
  - ムツゴロウとゆかいな仲間たち新春ガヤガヤ動物王国とアルプスの犬物語（フジテレビ）
- 1月7日
  - 突撃!隣の晩ごはん世界の秘境&大富豪'97 お年賀スペシャル（日本テレビ）
- 7月26日-27日 - 疾風怒涛!FNSの日スーパースペシャルXI 真夏の27時間ぶっ通しカーニバル〜REBORN（フジテレビ / FNS27局）
- 8月2日 - 鳥人間コンテストSP（読売テレビ）
- 8月23日-24日 - 24時間テレビ20「愛は地球を救う」（日本テレビ / NNN・NNS・全国31局）
- 11月8日-9日 - 熱血チャレンジ宣言'97（テレビ朝日 / ANN24局）
- 12月11日 - '97FNS歌謡祭（フジテレビ）
- 12月24日
  - 明石家サンタの史上最大のクリスマスプレゼントショー（フジテレビ）
- 12月26日
  - さんま&SMAP!美女と野獣のクリスマススペシャル（日本テレビ）
- 12月28日
  - ザ・ベストテン今夜だけの豪華版スペシャル（TBS）
- 12月31日
  - 第48回NHK紅白歌合戦（NHK総合）
  - 嗚呼!バラ色の珍生!!今年最後の泣き納め!超強力!感動の生放送涙のご対面スペシャル（日本テレビ）
  - 第39回輝く!日本レコード大賞（TBS）
  - 年忘れにっぽんの歌（テレビ東京）

### レギュラー番組の拡大版スペシャル
各テレビ番組の項目に拡大版の記述があるものを除く。拡大版の記述がある番組は、各番組の項目も参照。
- 1月1日
  - 新春あさ天&ジパング（日本テレビ）
  - めざましテレビ元旦版（フジテレビ）
  - おはようクジラ新春スペシャル（TBS）
  - 新春ズームイン!!朝!日本一のお正月大集合（日本テレビ）
  - 新春笑点スペシャル（日本テレビ）
- 1月6日
  - 正月だけの(秘)限定版世界まる見え!テレビ特捜部超特出し(秘)祭（日本テレビ）
- 4月1日、10月7日 - とくばん（TBS）
- 10月10日
  - ウッチャンナンチャンのウリナリ!!社交ダンス炎の団体戦スペシャル（日本テレビ）
- 12月24日
  - 笑っていいとも!クリスマス特大号（フジテレビ）

## この年のキャンペーン
- 「日テレちゃんパワー」（日本テレビ）
- 「TBS6」（TBS）
- 「お台場ちゃんねるフジテレビ」（フジテレビ）
- 「また、お会いしましたね。」（フジテレビ）